# Pianoconcert nr. 3 (Mozart)
Pianoconcert nr. 3 in D majeur, KV 40, is een pianoconcert van Wolfgang Amadeus Mozart. Lang werd gedacht dat het werk, samen met pianoconcerten nr. 1, 2 en 4, door Mozart zelf gecomponeerd was. Nu is duidelijk dat het orkestraties zijn van sonates van verscheidene Duitse componisten. Mozart voltooide het stuk in juli 1767.

## Orkestratie
Het pianoconcert is geschreven voor:
- Twee hobo's
- Twee hoorns
- Twee trompetten
- Pianoforte
- Strijkers

## Onderdelen
Het pianconcert bestaat uit drie delen:
1. Allegro maestoso
2. Andante
3. Presto